# 10
10 — невисокосний рік, що почався в п'ятницю за григоріанським календарем.

## Події
- Гай Юній Сілан обирається консулом (разом з Публієм Корнелієм Долабеллою).
- Квінт Юній Блез призначається консулом-суфектом (разом з Сервієм Корнелієм Лентулом Малугіненом).
- римський імператор Октавіан Август розділив провінцію Іллірик на провінції Паннонію та Далмацію.
- Індо-грецьке царство зазнало поразки у війнах з індо-скіфами й припинило своє існування.
- Ван Ман, імператор Китаю, провів низку економічних реформ: зміцнено монополію на виробництво й торгівлю алкоголем, сіллю, виробами із заліза, карбування монет, доходи з гірських та болотистих місцин. Запроваджено 10-відсотковий податок на мисливців, рибалок, шовководів, ремісників, торговців.
- Грецька династія у Бактрії перестала існувати.
- Овідій завершує написання «Трістії» (5 книжок) та «Epistulae ex Ponto» (4 книжки), що описують горе вигнання.
- збудована Арка Долабелли.